# I Heart Huckabees
I ♥ Huckabees är en amerikansk film från 2004 i regi av David O. Russell.

## Rollista i urval
| Jason Schwartzman | – Albert Markovski |
| Isabelle Huppert  | – Caterine Vauban  |
| Dustin Hoffman    | – Bernard Jaffe    |
| Lily Tomlin       | – Vivian Jaffe     |
| Jude Law          | – Brad Stand       |
| Naomi Watts       | – Dawn Campbell    |
| Mark Wahlberg     | – Tommy Corn       |